# Emilia-Spitzmausbeutelratte

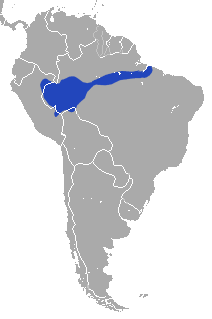
Das Verbreitungsgebiet der Emilia-Spitzmausbeutelratte

Die Emilia-Spitzmausbeutelratte (Monodelphis emiliae, Synonym: Peramys emiliae) kommt im Amazonasbecken südlich des Amazonas vor. Die westliche Grenze des Verbreitungsgebietes bildet das rechte Ufer des Río Ucayali, im Osten reicht es bis zum Rio Tocantins und im Südwesten erstreckt sich das Verbreitungsgebiet bis zum Río Urubamba und bis in den Norden von Bolivien.
Die Art ist nach der deutsch-brasilianischen Ornithologin Maria Emilie Snethlage benannt.

## Beschreibung
Die Emilia-Spitzmausbeutelratte hat eine Kopfrumpflänge von 9,7 bis 15,8 cm, hat einen 4,5 bis 7 cm langen Schwanz und ein Gewicht von 20 bis 60 g. Mit einer Länge von 45 % der Kopfrumpflänge ist der Schwanz vergleichsweise kurz. Die Kopfoberseite, die Vorderpfoten und die Rückenmitte sind grau. Die Körperseiten, der vor den Ohren befindliche Abschnitt des Kopfes und die Hinterbeine sind rotbraun oder rötlich. Ein dunkler Streifen auf der Rückenmitte oder dunkle Augenringe sind nicht vorhanden. Der Bauch ist hell mit einem rosigen Einschlag. Auf dem Rumpf haben die Haare eine Länge von etwa 7 mm. Wie wahrscheinlich alle Spitzmausbeutelratten haben die Weibchen keinen Beutel. Die Anzahl der Zitzen ist unbekannt. Der Karyotyp der Emilia-Spitzmausbeutelratte ist unbekannt.

## Lebensweise
Der Emilia-Spitzmausbeutelratte lebt terrestrisch (auf dem Boden) in Terra-Firme-Wäldern von Meeresspiegelhöhe bis in Höhen von 300 Metern am Ostrand der Anden. Die Wälder weisen oft ein mäßig dichtes Unterholz auf und werden oftmals von Beständen der Palmenart Iriartea deltoidea dominiert. Über das Verhalten, die Ernährung, die Aktivitätsmuster und die Fortpflanzung der Tiere ist bisher nichts oder nur sehr wenig bekannt.

## Status
Da die Emilia-Spitzmausbeutelratte ein großes Verbreitungsgebiet hat und in mehreren Schutzgebieten vorkommt, wird sie von der IUCN nicht als gefährdet angesehen. Genauere Daten zum Gefährdungsstatus fehlen jedoch.

## Belege
1. 1 2 3 4  Diego Astúa: Family Didelphidae (Opossums). in Don E. Wilson, Russell A. Mittermeier: Handbook of the Mammals of the World – Volume 5. Monotremes and Marsupials. Lynx Editions, 2015, ISBN 978-84-96553-99-6. Seite 152 u. 153.
2. ↑  Beolens, Watkins & Grayson: The Eponym Dictionary of Mammals. Johns Hopkins University Press, Baltimore 2009, ISBN 978-0-8018-9304-9, S. 125 (Emilia [PDF]).
3. ↑  Monodelphis emiliae in der Roten Liste gefährdeter Arten der IUCN 2016. Eingestellt von: Pérez-Hernandez, R., Ventura, J. & López Fuster, M., 2015. Abgerufen am 19. Januar 2020.